# Michał Walczak
Michał Walczak (* 1979 v Sanoku) je polský dramatik. Jedná se o jednoho z nejnadanějších polských dramatiků mladé generace. Jeho debutem byla divadelní hra Pískoviště, kterou napsal roku 2002.

## Recepce v Čechách

### Překlady
- Amazonie (orig. 'Amazonia') In: Čtyři polské hry: antologie. Praha: Na Konári, 2010. 184 S. Překlad: Barbora Gregorová a kolektiv autorů (součástí antologie jsou ještě Małgorzata Sikorska-Miszczuk, Helmut Kajzar, Dorota Masłowska, Mateusz Borowski a Małgorzata Sugiera)
- Cesta dovnitř pokoje (orig. 'Podróż do wnętrza pokoju') In: Svět a divadlo, ročník 18, číslo 6/2007. Překlad Jiří Vondráček.
- Lov na losa (orig.'Polowanie na łosia') In: Svět a divadlo, ročník 19, číslo 6/2008. Překlad Jiří Vondráček.
- Mimesis (orig. 'Mimesis') In: Bankrot a další hry politice, Praha: Svět a divadlo, 2013. Překlad Jiří Vondráček.

### Rozhlasové dramatizace
- Amazonie, režie Natálie Deáková, hlavní role Jan Plouhar, Zuzana Kajnarová, Václav Neužil, překlad Jiří Vondráček, Český rozhlas 2011.